# 笠井潔
笠井 潔（かさい きよし、1948年11月18日 -）は、日本の小説家、推理作家、SF作家、評論家。
中央公論社の編集者で思想家の矢代梓（笠井雅洋）は実兄。息子の笠井翔はゲームクリエイター。

## 来歴・人物
東京都中央区月島出身。神奈川県立横浜翠嵐高等学校を1年で中退、和光大学除籍。学生運動に関わり、構造改革派系の共産主義労働者党の学生組織であるプロレタリア学生同盟のイデオローグだった。 当時「黒木龍思」の筆名を使用しており、「黒木」はルカーチ主義者の福本和夫が日本共産党内で用いていた変名に由来する。その後、連合赤軍事件をはじめとして新左翼各派が内ゲバに転じていくのに失望し、思想的に転向する。
1974年から2年間のパリ滞在を経て、その期間中に草稿を書いた『バイバイ、エンジェル』を1979年に発表。同作が第6回角川小説賞を受賞し、小説家としてデビューする。小説執筆と平行して、SF・ミステリー小説への評論活動をする一方で、『ユリイカ』などへの寄稿も行っている。
小説家としての仕事と並行して思想家・哲学者としての仕事も旺盛に展開する。
『テロルの現象学』でマルクス主義と完全に決別し、以後「マルクスに依拠しない左翼思想」を模索しつづけ、思想史には「マルクス葬送派」（小阪修平、長崎浩)と呼ばれる思潮に属する。この思潮を発展させ、1995年の『国家民営化論』では、反資本主義ではなく、逆に資本主義を徹底化させて国家を解体させるというアナルコ・キャピタリズムの思想を明確に打ち出した。
また、1990年代から「純文学の終焉」を唱え、これに反対する立場の笙野頼子からの反発を招いた。1980年代のポストモダン思潮の中心人物であった蓮實重彦の物語批判論を厳しく批判したことでも知られる。
新本格ミステリ勃興後は、その運動に共鳴して「本格ミステリ第三の波」と呼び、高く評価。それと平行して本格ミステリ評論活動を活発に行い、「本格ミステリの大量死体験理論」（本格ミステリが発生するには、その国が、直前に人間性を無視した、総力戦による『大量死』を経験する必要がある、という理論）を提唱する。
また、当時ライトノベルを中心に書いていた米澤穂信や桜庭一樹らを、新本格派ミステリー作家を多く輩出する東京創元社に紹介するなど、後進の育成にも取り組んでいる。
美少女ゲームにも関心があり、シナリオライターである奈須きのこの小説『空の境界』の解説を手がけている。他には、『ヴァンパイヤー戦争』・『サイキック戦争』の（講談社文庫版の）イラストは、主に美少女ゲームを手がけるイラストレーター（武内崇・中央東口）が起用されている。また息子の笠井翔は美少女ゲームのクリエイターや制作会社の代表となっている。
また、若手の本格ミステリ評論家たちと「探偵小説研究会」を結成。しかし、『容疑者Xの献身』を巡る論争において、自身が「標準的な出来栄えの初心者向け本格」と評する同作を高く評価する他の評論家たちを批判。また、同会の選出による2007年の「探偵小説評論賞」優秀作に、山本悠『「戦後」探偵小説論批判』が選ばれたことに抗議して退会。以後は、ジャンルを超えた若手批評家たちとの「限界小説研究会」に参加している。
かつては日本SF作家クラブ会員でもあり、笠井の提案によりSF評論の新人賞「日本SF評論賞」が創設されたが、のちに退会。また、日本推理作家協会、本格ミステリ作家クラブ、いずれの会員でもない。
スキーが趣味であり、ミステリー作家を誘ってスキー合宿をしていた他、スキーのインストラクターが主人公の小説やスキーに関する書籍もある。

## 略歴
- 1948年 東京都に生まれる。
- 1972年 連合赤軍集団リンチ事件に衝撃を受け、政治活動を辞める。
- 1974年 2年間パリで生活する。
- 1979年 『バイバイ、エンジェル』でデビュー。角川小説賞を受賞[7]。
- 1998年 第51回日本推理作家協会賞評論その他の部門を、編著である『本格ミステリの現在』で受賞[8]。
- 2003年 『オイディプス症候群』で第3回本格ミステリ大賞小説部門、『探偵小説論序説』で同賞評論・研究部門を受賞[9]。
- 2007年 探偵小説研究会を脱会。
- 2012年 『探偵小説と叙述トリック ミネルヴァの梟は黄昏に飛びたつか？』で第12回本格ミステリ大賞評論・研究部門を受賞[10]
- 2014年 日本SF作家クラブを退会。

## 文学賞選考委員歴
- 創元推理評論賞（第1回 - 第7回）
- 日本SF大賞（第18回 - 第19回、第25回 - 第27回）
- 小説推理新人賞（第21回 - 第23回）
- 日本SF新人賞（第1回 - 第3回）
- 鮎川哲也賞（第11回 - 第21回）
- 日本推理作家協会賞長編及び連作短編集部門（第54回 - 第55回）
- 日本推理作家協会賞短編部門・評論その他の部門（第56回 - 第57回）
- 日本ミステリー文学大賞新人賞（第17回 - 第20回）

## 作品・評論
推理小説としては、現象学を駆使する哲学者的な探偵矢吹駆が登場する矢吹駆シリーズが著名。同シリーズには、デビュー作となった『バイバイ、エンジェル』や、第3回本格ミステリ大賞の受賞作『オイディプス症候群』がある。
「矢吹駆シリーズ」における笠井の推理小説の書き方は、フョードル・ドストエフスキーの小説における、人物間の思想的な対話のように、推理する探偵と真犯人との対決の中に思想を盛り込ませるものである。各作品には実在の思想家をモデルとした人物が現れ、それらモデル人物と矢吹の対話を通して、モデルとなった哲学者の言説に作者流の批判を加える体裁をとっている。実際にモデルとなった人物は永田洋子ら連合赤軍の論客（ある意味では彼女達が論理的主柱としたカール・マルクスらも含まれる）、シモーヌ・ヴェイユ、ジョルジュ・バタイユ、マルティン・ハイデッガー、ミシェル・フーコー、ジャック・ラカン、ジュリア・クリステヴァなど。
ちなみに、シリーズの番外編的な『熾天使の夏』は、作者の自己批判的側面を持ち得ており、講談社文庫版によせたあとがきにいわく、埴谷雄高の『死靈』の影響もあるという。
その他には、評論に『＜戯れ＞という制度』、『秘儀としての文学』、『テロルの現象学』、『機械じかけの夢』、『探偵小説論序説』（第3回本格ミステリ大賞を受賞）などがある。
作家の藤田宜永とはフランス滞在中から交友があり、笠井は『バイバイ、エンジェル』の草稿を、当時フランスミステリーの翻訳を手がけていた藤田に見せた事がある。

## 作品リスト

### 矢吹駆シリーズ

#### フランス篇
- バイバイ、エンジェル （角川書店、1979年7月 / 角川文庫、1984年3月 / 創元推理文庫、1995年5月）
- サマー・アポカリプス （角川書店、1981年9月 / 創元推理文庫、1996年3月）
  - 【改題】アポカリプス殺人事件（角川文庫、1984年6月）
- 薔薇の女 （角川書店、1983年3月 / 角川文庫、1987年11月 / 創元推理文庫、1996年6月）
- 哲学者の密室 （光文社、1992年8月 / 光文社 カッパ・ノベルス【上・下】、1996年7月 / 光文社文庫【上・下】、1999年3月 / 創元推理文庫、2002年4月）
- オイディプス症候群 （光文社、2002年3月 / カッパ・ノベルス、2006年10月 / 光文社文庫【上・下】、2008年11月 / 創元推理文庫、2022年11月）
- 吸血鬼と精神分析 （光文社、2011年10月 / カッパ・ノベルス、2013年7月 / 光文社文庫【上・下】、2015年7月 / 創元推理文庫、2025年5月）
  - 連載時タイトルは「吸血鬼の精神分析」（『ジャーロ』No.13 2003 Autumn - No.31 2008 Spring）
- 煉獄の時 （文藝春秋、2022年9月 / 初出：『別冊文藝春秋』2008年9月号 - 2010年5月号）
- 夜と霧の誘拐 （講談社、2025年4月／初出：『メフィスト』2010 VOL.1 - 2010 VOL.3）
- 魔の山の殺人 （連載終了。全14回。単行本未刊。『ミステリーズ！』vol.50 DECEMBER 2011 - vol.71 JUNE 2015）
- 屍たちの昏い宴 （連載中。『ジャーロ』No.60 2017 SUMMER - ）

#### その他の矢吹駆シリーズ
- 熾天使の夏 （講談社、1997年7月 / 講談社文庫、2000年12月 / 創元推理文庫、2008年10月）
  - シリーズ第ゼロ作という位置付け。
- 青銅の悲劇 瀕死の王 （講談社、2008年7月 / 講談社ノベルス、2010年7月 / 講談社文庫【上・下】、2012年10月）
  - 日本篇第一作。連載時タイトルは「瀕死の王」（『メフィスト』小説現代2002年9月増刊号 - 2007年9月増刊号）。

### コムレ・サーガ

#### ヴァンパイヤー戦争
- ヴァンパイヤー戦争（1）吸血神ヴァーオゥの復活 （カドカワノベルズ、1982年1月 / 角川文庫、1989年6月 / 講談社文庫、2004年6月）
- ヴァンパイヤー戦争（2）月のマジックミラー （カドカワノベルズ、1984年10月 / 角川文庫、1989年7月 / 講談社文庫、2004年6月）
- ヴァンパイヤー戦争（3）妖僧スペシネフの陰謀 （カドカワノベルズ、1985年4月 / 角川文庫、1989年9月 / 講談社文庫、2004年9月）
- ヴァンパイヤー戦争（4）魔獣ドゥゴンの跳梁 （カドカワノベルズ、1985年11月 / 角川文庫、1989年10月 / 講談社文庫、2004年10月）
- ヴァンパイヤー戦争（5）謀略の礼部クーデター （カドカワノベルズ、1986年7月 / 角川文庫、1989年12月 / 講談社文庫、2004年11月）
- ヴァンパイヤー戦争（6）秘境アフリカの女王 （カドカワノベルズ、1987年5月 / 角川文庫、1990年2月 / 講談社文庫、2004年12月）
- ヴァンパイヤー戦争（7）蛮族トゥトゥインガの逆襲 （カドカワノベルズ、1987年10月 / 角川文庫、1990年4月 / 講談社文庫、2005年1月）
- ヴァンパイヤー戦争（8）ブドゥールの黒人王国 （カドカワノベルズ、1988年3月 / 角川文庫、1990年6月 / 講談社文庫、2005年2月）
- ヴァンパイヤー戦争（9）ルビヤンカ監獄大襲撃 （カドカワノベルズ、1988年6月 / 角川文庫、1990年8月 / 講談社文庫、2005年3月）
- ヴァンパイヤー戦争（10）魔神ネヴセシブの覚醒 （カドカワノベルズ、1988年9月 / 角川文庫、1990年10月 / 講談社文庫、2005年4月）
- ヴァンパイヤー戦争（11）地球霊ガイ・ムーの聖婚 （カドカワノベルズ、1988年11月 / 角川文庫、1991年1月 / 講談社文庫、2005年5月）

#### 巨人伝説
- 巨人伝説 I 復活編 （トクマ・ノベルズ、1983年 / 徳間文庫、1988年）
- 巨人伝説 II 崩壊編 （トクマ・ノベルズ、1983年 / 徳間文庫、1988年）
- 巨人伝説 III 遍歴編 （トクマ・ノベルズ、1987年 / 徳間文庫、1989年）

#### サイキック戦争
- サイキック戦争 （講談社ノベルス、1986年）
- サイキック戦争2 （講談社ノベルス、1987年）
- サイキック戦争 （講談社文庫、1993年） - 上記ノベルズ版2冊を合わせたものに加筆した完全版。これを大幅に加筆・修正し分冊したものが下記の2冊。
  - 新版 サイキック戦争I 紅蓮の海 （講談社文庫、2006年）
  - 新版 サイキック戦争II 虐殺の森 （講談社文庫、2006年）

#### 九鬼鴻三郎の冒険
- ヴァンパイヤー血風録 九鬼鴻三郎の冒険1 （カドカワノベルズ、1989年6月）
  - 【改題】鮮血のヴァンパイヤー 九鬼鴻三郎の冒険1 （講談社文庫、2007年5月）
- ヴァンパイヤー風雲録 九鬼鴻三郎の冒険2 （カドカワノベルズ、1990年1月）
  - 【改題】疾風のヴァンパイヤー 九鬼鴻三郎の冒険2 （講談社文庫、2007年6月）
- ヴァンパイヤー疾風録 九鬼鴻三郎の冒険3 （カドカワノベルズ、1990年9月）
  - 【改題】雷鳴のヴァンパイヤー 九鬼鴻三郎の冒険3 （講談社文庫、2007年7月）

#### その他のコムレ・サーガ
- エディプスの市 （講談社、1987年 / ハヤカワ文庫JA、1993年）
  - 収録作品：エディプスの市 / エロティック・ルーレット / ウェスターマーク教団の女 / ニルヴァーナの惑星 / 鸚鵡の罠 / 「交換条件なんてとんでもないことよ」と猫は言った / 惑星イルの密室 / 地球を救った男 / 留守番電話 / 避暑地の出来事 / 夜の訪問者 / 流されて / 黒いオルフェ / 雨のしのび逢い / 地球に落ちて来た男 / 培養実験 / ゴーギャンの絵 / 修道僧のいる柱廊 / 雑踏のなかの物神
- 黄昏の館 （徳間書店、1989年 / 徳間文庫、1994年3月 / 創元推理文庫、2020年3月）
- ノヴァ、ノヴァ （トクマ・ノベルズ、1991年）

### 私立探偵飛鳥井の事件簿
- 三匹の猿 私立探偵飛鳥井の事件簿 （ベネッセコーポレーション、1995年3月 / 講談社文庫、1999年8月 / 講談社文庫【電子版】、2017年10月）
  - 電子版には特典として掌編「御輿と黄金のパイン」を収録。これは『黄昏ホテル』（小学館、2004年11月）に収録されたもの。
- 道―ジェルソミーナ 私立探偵飛鳥井の事件簿 （集英社、1996年10月 / 集英社文庫、1999年10月）
  - 収録作品：硝子の指輪 / 晩年 / 銀の海馬 / 道―ジェルソミーナ
- 魔 （文藝春秋 本格ミステリ・マスターズ、2003年9月 / 文春文庫、2007年2月）
  - 収録作品：追跡の魔 / 痩身の魔
- 転生の魔 私立探偵飛鳥井の事件簿 （講談社、2017年10月 / 講談社文庫、2022年2月）
- 壷中の魔 （『別册文藝春秋』2002年5月号 - 7月号、未完）
  - 「追跡の魔」「痩身の魔」とともに三部作となる予定だった。構想が大きくなったため、前二作のみで『魔』として刊行され、『魔』の後書きで本作が長編となることが発表された。しかしその後続報はない。

### 天啓シリーズ
- 天啓の宴 （双葉社、1996年11月 / 双葉文庫、2001年6月 / 創元推理文庫、2007年）
- 天啓の器 （双葉社、1998年2月 / 双葉文庫、2002年7月 / 創元推理文庫、2007年）
- 天啓の虚 （『小説推理』連載終了。単行本未刊）

### その他の小説
- 復讐の白き荒野 （講談社、1988年4月 / 講談社文庫、1991年9月 / 原書房、2000年3月）
- 嵐が丘 鬼丸物語 （角川文庫、1988年5月） - 吉田喜重のシナリオを小説化。
- 梟の巨なる黄昏 （廣済堂出版、1993年7月 / 講談社文庫、2000年2月）
- 群衆の悪魔 デュパン第四の事件 （講談社、1996年10月 / 講談社文庫、2000年6月 / 創元推理文庫【上・下】、2010年8月）
- 天使は探偵 スキー探偵大鳥安寿 （集英社、2001年2月 / 光文社文庫、2014年11月）
  - 収録作品：空中浮遊事件 / 屍体切断事件 / 吹雪山荘事件 / 白骨屍体事件 / 黄泉屋敷事件（光文社文庫のみ）
- 無底の王 （単行本未刊、早川書房『S-Fマガジン』1995年2月号 - 1996年2月号〈全13回〉）

### 選集
- 天使 / 黙示 / 薔薇 笠井潔探偵小説集  （作品社、1990年12月）
  - 『バイバイ、エンジェル』、『サマー・アポカリプス』、『薔薇の女』を収録。
- 笠井潔伝奇小説集成1 ヴァンパイヤー戦争I （作品社、1995年12月）
  - 『ヴァンパイヤー戦争』1 - 4巻を収録。
- 笠井潔伝奇小説集成2 ヴァンパイヤー戦争II （作品社、1996年2月）
  - 『ヴァンパイヤー戦争』5 - 9巻を収録。
- 笠井潔伝奇小説集成3 ヴァンパイヤー戦争III （作品社、1996年4月）
  - 『ヴァンパイヤー戦争』10 - 11巻、『九鬼鴻三郎の冒険』全3巻を収録。
- 笠井潔伝奇小説集成4 巨人伝説 （作品社、1996年11月）
  - 『巨人伝説』全3巻、「エディプスの市」、「エロティック・ルーレット」、「ウェスターマーク教団の女」を収録。
- 笠井潔伝奇小説集成5 サイキック戦争 （作品社、1997年2月）
  - 『サイキック戦争』、 『黄昏の館』、『ノヴァ、ノヴァ』を収録。

### 評論（ミステリ関連）
- 探偵小説論序説 （光文社、2002年）
- 探偵小説論〈I〉 氾濫の形式 （東京創元社、1998年 / 東京創元社【オンデマンド版】、2017年）
- 探偵小説論〈II〉 虚空の螺旋 （東京創元社、1998年 / 東京創元社【オンデマンド版】、2017年）
- 探偵小説論〈III〉 昭和の死 （東京創元社、2008年 / 東京創元社【オンデマンド版】、2017年）
- 探偵小説論〈IV〉 （『ジャーロ』連載終了。東京創元社から刊行予定。著者から東京創元社に原稿は渡し済みとのことだが……）
- ミネルヴァの梟は黄昏に飛びたつか？ 探偵小説の再定義（早川書房、2001年）
- 探偵小説と二〇世紀精神 ミネルヴァの梟は黄昏に飛びたつか？（東京創元社、2005年）
- 探偵小説と記号的人物 ミネルヴァの梟は黄昏に飛びたつか？（東京創元社、2006年）
- 探偵小説と叙述トリック ミネルヴァの梟は黄昏に飛びたつか？（東京創元社、2011年）
- 模倣における逸脱 現代探偵小説論（彩流社、1996年）
- 探偵小説は「セカイ」と遭遇した（南雲堂、2008年）
- 大量死と探偵小説（星海社新書、2024年10月）　「探偵小説論」を中心とした旧稿からのアンソロジー

### 評論（小説論、小説時評）
- 機械じかけの夢 私的SF作家論 （講談社、1982年 / 筑摩書房【新版】、1990年 / ちくま学芸文庫、1999年）
- 物語のウロボロス 日本幻想作家論 （筑摩書房、1988年 / ちくま学芸文庫、1999年）
- 終焉の終り 1991文学的考察 （福武書店、1992年）
- 球体と亀裂 （情況出版、1995年）
- 物語の世紀末 エンターテインメント批評宣言 （集英社、1999年）
- 徴候としての妄想的暴力 新世紀小説論（平凡社、2003年）
- 人間の消失・小説の変貌 （東京創元社、2009年 / 東京創元社【オンデマンド版】、2017年）

### 評論（社会評論、その他）
- テロルの現象学 観念批判論序説 （作品社、1984年 / ちくま学芸文庫、1993年 / 作品社【新版】、2013年 / 作品社【増補新版】、2022年）
  - 新版には補論「68年ラディカリズムの運命―『テロルの現象学』以後三十年」を追加収録。
- 象徴としてのフリーウェイ （新時代社、1985年）
- 〈戯れ〉という制度 （作品社、1985年）
- 近代を裏返す 魔術的世界からSFまで （河合文化教育出版、1985年） - 講演記録集
- 秘儀としての文学 テクストの現象学へ（作品社、1987年）
- 外部の思考・思考の外部 （作品社、1988年）
- ユートピアの冒険 （毎日新聞社 1990年）
- 黙示録的情熱と死 （作品社、1994年）
- 国家民営化論 「完全自由社会」をめざすアナルコ・キャピタリズム （光文社、1995年 / 知恵の森文庫、2000年）
- スキー的思考 （光文社、1998年）
- 例外社会 神的暴力と階級／文化／群集 （朝日新聞出版、2009年）
- 8・15と3・11 戦後史の死角 （NHK出版新書、2012年）
- テロルとゴジラ （作品社、2016年）
- 例外状態の道化師 ポスト3・11文化論 （南雲堂、2020年11月）
  - ポスト3・11文化論 （『ジャーロ』No.59 2017 SPRING - No.70 2019 WINTER 連載分）の単行本化。連載12回目は全面的に加筆改稿して第I部「例外状態の道化師」に。
- 新・戦争論 「世界内戦」の時代 （言視舎、2022年9月） - 聞き手：佐藤幹夫
- 自伝的革命論: 〈68年〉とマルクス主義の臨界（言視舎、2024年3月）　※「黒木龍思」時代の原稿をまとめたもの。当時の状況がわかる文章が追加されている。

## 共編著
- 別冊宝島18 現代思想のキー・ワード （JICC出版局、1980年6月）
  - 笠井潔は中の項目をいくつか執筆しているほか、用語選択に関して小阪修平、戸田徹とともに全面的に協力している。
- 闇の都市、血と交換 経済人類学講義 （朝日出版社 レクチュア・ブックス、1985年） - 栗本慎一郎との対談・共著
- ポスト・モダニズム批判 拠点から虚点へ （作品社、1985年） - 柄谷行人との対談・共著
- SFとは何か （日本放送出版協会、1986年）- 新戸雅章、志賀隆生との共著
- 日本型悪平等起源論 「もの言わぬ民」の深層を推理する （光文社 カッパ・サイエンス、1994年 / 光文社文庫、1999年） - 島田荘司との対談・共著
- 本格ミステリの現在 （国書刊行会、1997年 / 双葉文庫【上・下】、2014年） - 編著
- 八ケ岳「雪密室」の謎 （原書房、2001年） - 編著
- 動物化する世界の中で 全共闘以降の日本、ポストモダン以降の批評 （集英社新書、2003年） - 東浩紀との往復書簡・共著
- 吹雪の山荘 赤い死の影の下に（東京創元社、2008年） - 岩崎正吾、北村薫、若竹七海、法月綸太郎、巽昌章とのリレー小説
  - 【改題】吹雪の山荘（創元推理文庫、2014年）
- 社会は存在しない セカイ系文化論 （南雲堂、2009年） - 限界小説研究会編纂の批評集
- 3・11の未来 日本・SF・創造力 （作品社、2011年） - 笠井と巽孝之が編纂した評論集。小松左京、山田正紀、瀬名秀明、など26名が寄稿。
- 日本劣化論 （ちくま新書、2014年） - 白井聡との対談・共著
- 文化亡国論 （響文社、2015年） - 藤田直哉との対談・共著
- 3.11後の叛乱 反原連・しばき隊・SEALDs （集英社新書、2016年） - 野間易通との共著
- 創造元年1968 （作品社、2016年） - 押井守との対談・共著
- 対論 1968 （集英社新書、2022年） - 絓秀実との対談・共著。聞き手：外山恒一

## 原稿収録

### 小説
- 冬・恋の物語 （集英社、1993年1月 / 集英社文庫、1994年11月）
  - 「赤い蛸」収録。
  - 15人の作家による青春恋愛短編小説集。他に 片岡義男、橋本治、平中悠一、チチ松村など。
- 十月のカーニヴァル 異形コレクション綺賓館I （カッパ・ノベルス、2000年10月） - 監修：井上雅彦
  - 「黒いオルフェ」収録。「ショートショートランド」1985年1+2月号掲載のショートショートの再録。『エディプスの市』に収録。
- 黄昏ホテル （小学館、2004年11月） - e-NOVELS連載を単行本化。
  - 「御輿と黄金のパイン」収録。私立探偵飛鳥井シリーズ番外編。『三匹の猿』電子版（講談社、2017年10月）に特典として収録。
- 日本推理作家協会賞受賞作家 傑作短編集(12) 　1日1話で読む6つの深き謎 （双葉文庫、2021年6月）
  - 「硝子の指輪」収録。私立探偵飛鳥井シリーズ。『道―ジェルソミーナ 私立探偵飛鳥井の事件簿』に収録。

### 評論
- 全共闘 解体と現在 （田畑書店、1978年10月）
  - 「ふたたび「革命の意味」を問うこと」収録。『〈戯れ〉という制度』（作品社、1985年6月）に収録。
- 明日は騒乱罪 （第三書館、1980年9月）
  - 「訣つ 東京からパリへ、パリから東京へ」収録。後に「戦後体験とフランス体験」と改題されて『象徴としてのフリーウェイ』（新時代社、1985/06）に収録。
- 敗北における勝利 樺美智子の死から唐牛健太郎の死へ （エスエル出版会〈鹿砦社〉、1985年3月）
  - 「戦後ラディカリズムの現在」収録。後に『〈戯れ〉という制度』（作品社、1985年6月）に収録。
- ミステリ=22: 推理小説ベスト・エッセイ（創元推理文庫、2024年6月、小森収 編）
  - 「善人と怪物――北村薫『盤上の敵』」収録。

### 対談など
- 読書会（徳間書店、2007年1月 / 徳間文庫、2010年10月）
  - 【改題】SF読書会（徳間文庫、2021年9月）
    - 山田正紀と恩田陸の対談シリーズにゲスト参加。
- 柄谷行人発言集 対話篇（読書人、2020年11月）
  - 柄谷行人との対談「「終り」の想像力」収録。

### 作品解説
- 綾辻行人『霧越邸殺人事件』1995年1月 新潮文庫
- 我孫子武丸『殺戮にいたる病』1996年11月 講談社文庫
- 京極夏彦『姑獲鳥の夏』1998年9月 講談社文庫
- 恩田陸『麦の海に沈む果実』2004年1月 講談社文庫
- 奈須きのこ『空の境界 (下)』2008年1月 講談社文庫

## 映像化作品

### バラエティー
- 超再現!ミステリー（日本テレビ、2012年6月12日、原作：魔）